# 코퍼레이션역

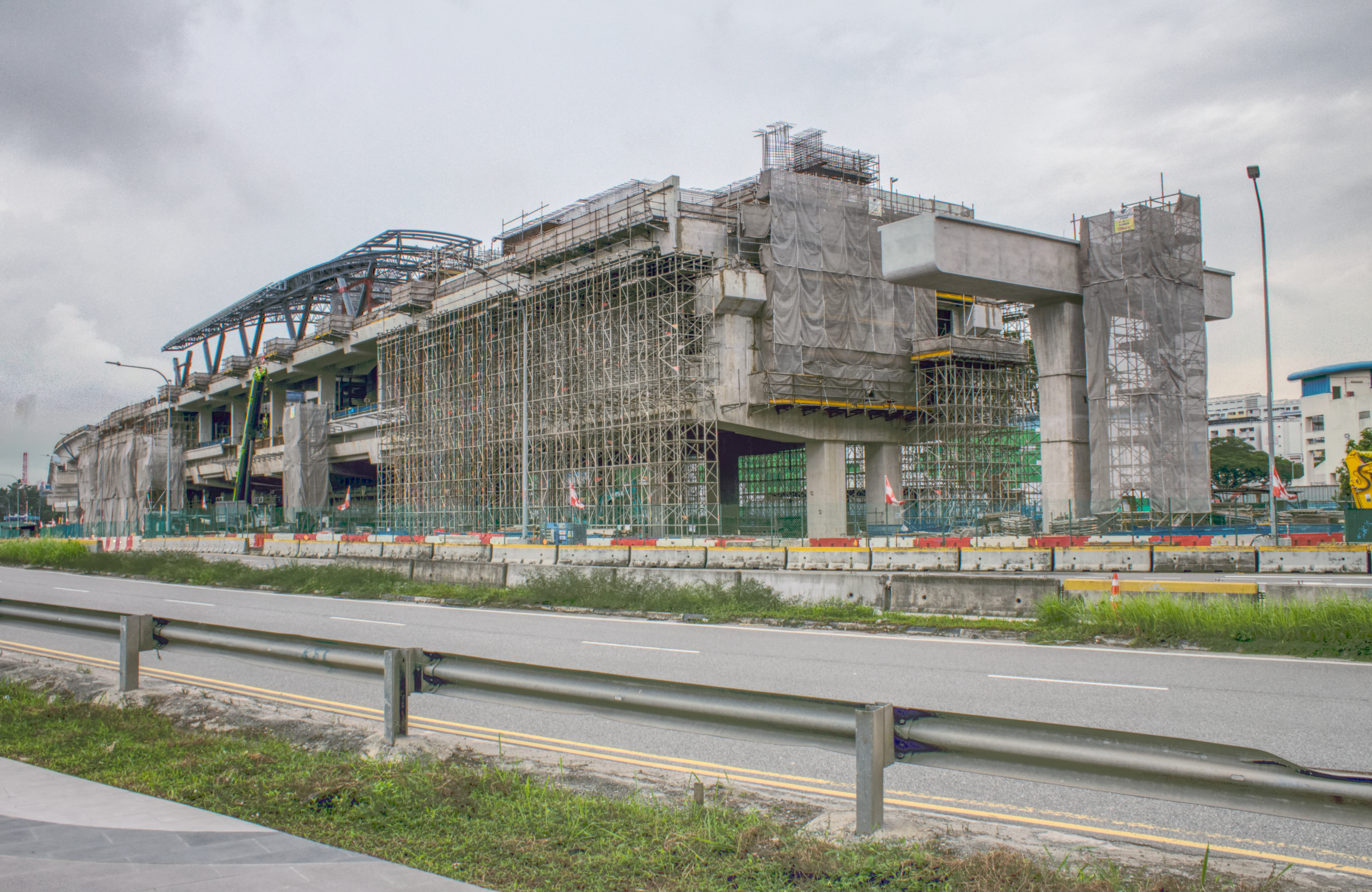

코퍼레이션역(Corporation MRT station)은 싱가포르 주롱 웨스트의 싱가포르 MRT 주롱리전선에 있는 미래의 고가 MRT(Mass Rapid Transit) 역이다.

## 역사
2018년 5월 9일, LTA는 코퍼레이션 역이 제안된 JRL(주롱 지역 노선)의 일부가 될 것이라고 발표했다. 이 역은 초아추강(Choa Chu Kang), 분레이(Boon Lay), 타와스(Tawas) 간 10개 역으로 구성된 1단계 JRL(West)의 일부로 건설되며 2027년 완공될 예정이다.
건설은 2020년에 시작되어 2027년에 완료될 예정이다. 계약 J103에는 홍카역 및 관련 고가교의 설계 및 건설도 포함된다.
당초 2026년 개통 예정이었으나 코로나19 사태로 인한 건설 제한으로 인해 JRL 노선 완공이 늦어지면서 개통 시기가 2027년으로 미뤄졌다.